# Кавайя, Джон
Джон У. Кава́йя (англ. John W. Kawaja; род. 27 апреля 1961, Шандле, Квебек) — канадский кёрлингист.
В 1991 году введён в Зал славы канадского кёрлинга.
После окончания спортивной карьеры в кёрлинге занялся бизнесом по изготовлению обуви и аксессуаров для кёрлинга, а затем для гольфа.

## Достижения
- Чемпионат мира по кёрлингу среди мужчин: золото (1983, 1990).
- Чемпионат Канады по кёрлингу среди мужчин: золото (1983, 1990), серебро (1984), бронза (1988).
- Канадский олимпийский отбор по кёрлингу: бронза (1987, 1997).

## Команды
| Сезон   | Четвёртый  | Третий      | Второй        | Первый       | Запасной     | Турниры           |
| ------- | ---------- | ----------- | ------------- | ------------ | ------------ | ----------------- |
| 1982—83 | Эд Вереник | Пол Сэвидж  | Джон Кавайя   | Нил Харрисон |              | ЧК 1983 · ЧМ 1983 |
| 1983—84 | Эд Вереник | Пол Сэвидж  | Джон Кавайя   | Нил Харрисон |              | ЧК 1984           |
| 1987—88 | Эд Вереник | Пол Сэвидж  | Джон Кавайя   | Нил Харрисон |              | КООК 1987         |
| 1987—88 | Пол Сэвидж | Эд Вереник  | Грэм Маккарел | Нил Харрисон | Джон Кавайя  | ЧК 1988           |
| 1989—90 | Эд Вереник | Джон Кавайя | Иэн Тетли     | Пэт Перру    | Нил Харрисон | ЧК 1990 · ЧМ 1990 |
| 1993—94 | Эд Вереник | Джон Кавайя | Пэт Перру     | Нил Харрисон |              |                   |
| 1994—95 | Эд Вереник | Джон Кавайя | Пэт Перру     | Нил Харрисон | Ричард Харт  | ЧК 1995 (4 место) |
| 1996—97 | Эд Вереник | Джон Кавайя | Пэт Перру     | Нил Харрисон | Peter Steski | ЧК 1997 (4 место) |
| 1997—98 | Эд Вереник | Джон Кавайя | Пэт Перру     | Нил Харрисон | Вик Петерс   | КООК 1997         |

(скипы выделены полужирным шрифтом)